# Oberhessische Eisenbahnen

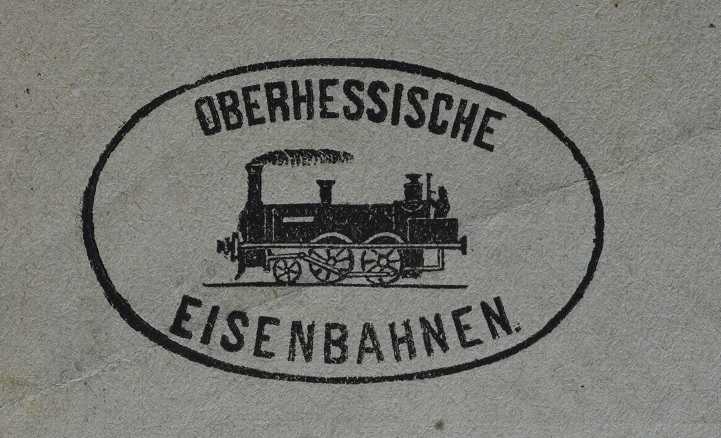
Stempel von 1873

Die Oberhessische Eisenbahn-Gesellschaft war eine private Eisenbahngesellschaft mit dem Ziel, in der zum Großherzogtum Hessen gehörenden Provinz Oberhessen Eisenbahnstrecken zu bauen und zu betreiben.

## Ausgangslage
Während die Main-Weser-Bahn die im Westen der Provinz Oberhessen gelegene Wetterau bereits in den Jahren 1850 bis 1852 an den neuzeitlichen Verkehr anschloss, blieb der Hauptteil der Provinz Oberhessen rund um den Vogelsberg noch jahrelang ohne Bahnanschluss. Die Landstände des Großherzogtums Hessen und dessen Regierung verweigerten sich aufgrund der klammen Haushaltslage des Großherzogtums dem Bau einer Staatsbahn und hoffte auf private Finanzierung. Weitere Verzögerung ergab sich daraus, dass sich das Großherzogtum 1866 im Deutschen Krieg auf der Seite der Verlierer befand.

## Gründung
Erst in den Jahren 1867/68 bildete sich unter Führung des Frankfurter Bankhauses Erlanger & Söhne ein Konsortium, das am 21. Januar 1868 die Regierung um Genehmigung zur Gründung der Oberhessischen Eisenbahn-Gesellschaft nachsuchte. Die großherzoglich-hessische Regierung war bereit, der Gesellschaft eine Konzession zu Bahnbau für 99 Jahre zu erteilen sowie eine Zinsgarantie über 3,5 % auszusprechen. Das erfolgte am 3. April 1868. Am Tag darauf wurde die Oberhessische Eisenbahn-Gesellschaft gegründet. Da die geplanten Strecken teilweise über preußisches Gebiet verlaufen sollten, erteilte am 3. Mai 1869 auch die preußische Regierung eine entsprechende Konzession und das Großherzogtum Hessen und das Königreich Preußen schlossen diesbezüglich einen Staatsvertrag.

## Bau
Der Finanzbedarf für den Bau war auf knapp 36,7 Mio. Mark veranschlagt.
Die Bauausführung wurde der renommierten belgischen Société anonyme d’entreprises de chemin de fer, routes et canaux übertragen, die zuvor Hauptstrecken der Bayerischen Ostbahnen gebaut hatte. Sie errichtete die beiden vom Bahnhof Gießen ausgehend die Strecken nach Gelnhausen (heute Lahn-Kinzig-Bahn) und Fulda (heute Bahnstrecke Gießen–Fulda). Der anfängliche Fahrzeugbestand belief sich auf 22 Lokomotiven (18 lieferte Henschel aus Kassel, vier die Maschinenfabrik Karlsruhe), 22 Wagen 1. und 2. Klasse (gebaut bei Reiffert in Bockenheim), 33 Wagen 3. Klasse (gebaut von der Waggonbaufabrik in Mainz-Kastel), ein „Salonwagen“ 1. Klasse, 12 Gepäckwagen, 230 offene Güterwagen, 70 gedeckte Güterwagen und 20 Flachwagen.

## Die beiden Strecken
Durch die nördlichen Ausläufer des Vogelsbergs führte die 106 km lange Verbindung von Gießen nach Fulda, deren erste Teilstrecke bis Grünberg am 29. Dezember 1869 den Betrieb aufnahm. Der Bahnbau verzögerte sich durch den Deutsch-Französischen Krieg, so dass die Strecke bis Fulda erst am 31. Juli 1871 durchgehend befahren werden konnte.
Durch die Wetterau und entlang des westlichen Randes des Vogelsbergs führte die Strecke zwischen Gießen und Gelnhausen, die eine Querverbindung von 70 km Länge zur Kinzigtalbahn herstellte. Ihr erstes Teilstück zwischen Gießen und Hungen nahm ebenfalls am 29. Dezember 1869 den Betrieb auf. Durchgehender Betrieb erfolgte ab dem 30. November 1870.

## Ende
Die Nachfrage nach Leistungen blieb sowohl im Personen- als auch im Güterverkehr hinter den Erwartungen zurück, was auch daran lag, dass Preußen und Bayern Verlängerungen der Strecken ablehnten. So konnte aus den Einnahmen zwar der laufende Betrieb finanziert, aber keine Gewinne erwirtschaftet werden. Das machte die Bahngesellschaft für Investoren uninteressant, hätte es da nicht die Zinsgarantie gegeben, die das Großherzogtum zugesagt hatte. Diese musste der Staat nun jedes Jahr in Höhe von 1,7 Mio. Mark auszahlen. Andererseits war die Situation für die Aktionäre prekär, weil diese Zinsgarantie gedeckelt war und bei einem Sinken der Einnahmen die Rendite unter die 3,5 % zu fallen drohte.
Daher kam es zu einem Vertrag zwischen der Gesellschaft und dem Großherzogtum Hessen, wonach dieses mit Wirkung vom 1. Januar 1876 Eigentümer der Bahn wurde, am 8. August 1876 den Betrieb übernahm und dafür in der Provinzhauptstadt Gießen eine Eisenbahndirektion einrichtete. Dies bildete den Grundstein für die Großherzoglich Hessischen Staatseisenbahnen.